# Sintika Cove
Die Sintika Cove (englisch; bulgarisch залив Синтика saliw Sintika) ist eine 4 km breite und 2,35 km lange Bucht an der Südostküste von Elephant Island im Archipel der Südlichen Shetlandinseln. Sie liegt nördlich des Endurance Point und südlich der Mündung des Endurance-Gletschers ins Weddell-Meer. Überragt wird sie vom Mount Elder im Südwesten.
Britische Wissenschaftler kartierten sie 2009. Die bulgarische Kommission für Antarktische Geographische Namen benannte sie 2016 nach der thrakischen Region Sintika im Südwesten Bulgariens.